# Matteo Sobrero
Matteo Sobrero (* 14. Mai 1997 in Alba) ist ein italienischer Rennradfahrer.

## Sportliche Laufbahn
Matteo Sobrero wuchs auf dem Weingut seiner Eltern in Barolo auf. Seine ersten Radtouren machte er durch die Weinberge der Familie. Schließlich meldete ihn sein Vater beim Radsportverein Alba Bra Langhe Roero an.
2014 belegte Sobrero bei der italienischen U23-Meisterschaft der Junioren im Einzelzeitfahren Platz zehn, im Jahr darauf Platz neun. Bei den UCI-Straßen-Weltmeisterschaften 2015 wurde er Zwölfter im Straßenrennen und 15. im Zeitfahren. 2018 erhielt er einen Vertrag als Stagiaire ab 1. August beim Team Dimension Data, später im Jahr einen regulären Vertrag. Bei den Weltmeisterschaften belegte er im Zeitfahren der U23 Platz neun. 2018 wurde er ebenfalls nationaler U23-Vizemeister im Zeitfahren, im Jahr darauf holte er den Titel.
2020 ging Sobrero erstmals bei einer Grand Tour an der Start und belegte beim Giro d’Italia Rang 76 in der Gesamtwertung. Zur Saison 2021 wechselte er zu Astana-Premier Tech, bereits nach einer Saison wechselte er erneut und ging zum Team BikeExchange. Beim Giro d’Italia 2022 erzielte er den bisher wichtigsten Erfolg seiner Karriere, als er das abschließende Zeitfahren am letzten Tag der Rundfahrt gewann.
Zur Saison 2024 wurde Sobrero Mitglied im deutschen UCI WorldTeam Bora-hansgrohe.

## Erfolge
2018
- Coppa della Pace

2019
- Italienischer U23-Meister – Einzelzeitfahren
- Gran Premio Palio del Recioto

2021
- Italienischer Meister – Einzelzeitfahren
- Europameister – Mixed-Staffel
- Weltmeisterschaft – Mixed-Staffel

2022
- eine Etappe Giro d’Italia
- Weltmeisterschaft – Mixed-Staffel

2023
- eine Etappe Tour of Austria

## Grand-Tour Platzierungen
| Grand Tour            | 2020 | 2021 | 2022 | 2023 | 2024 |
| --------------------- | ---- | ---- | ---- | ---- | ---- |
| Giro d’ItaliaGiro     | 76   | 61   | 70   | –    | –    |
| Tour de FranceTour    | –    | –    | –    | –    | 60   |
| Vuelta a EspañaVuelta | –    | –    | –    | 86   | –    |